# Ekkehard Liehl

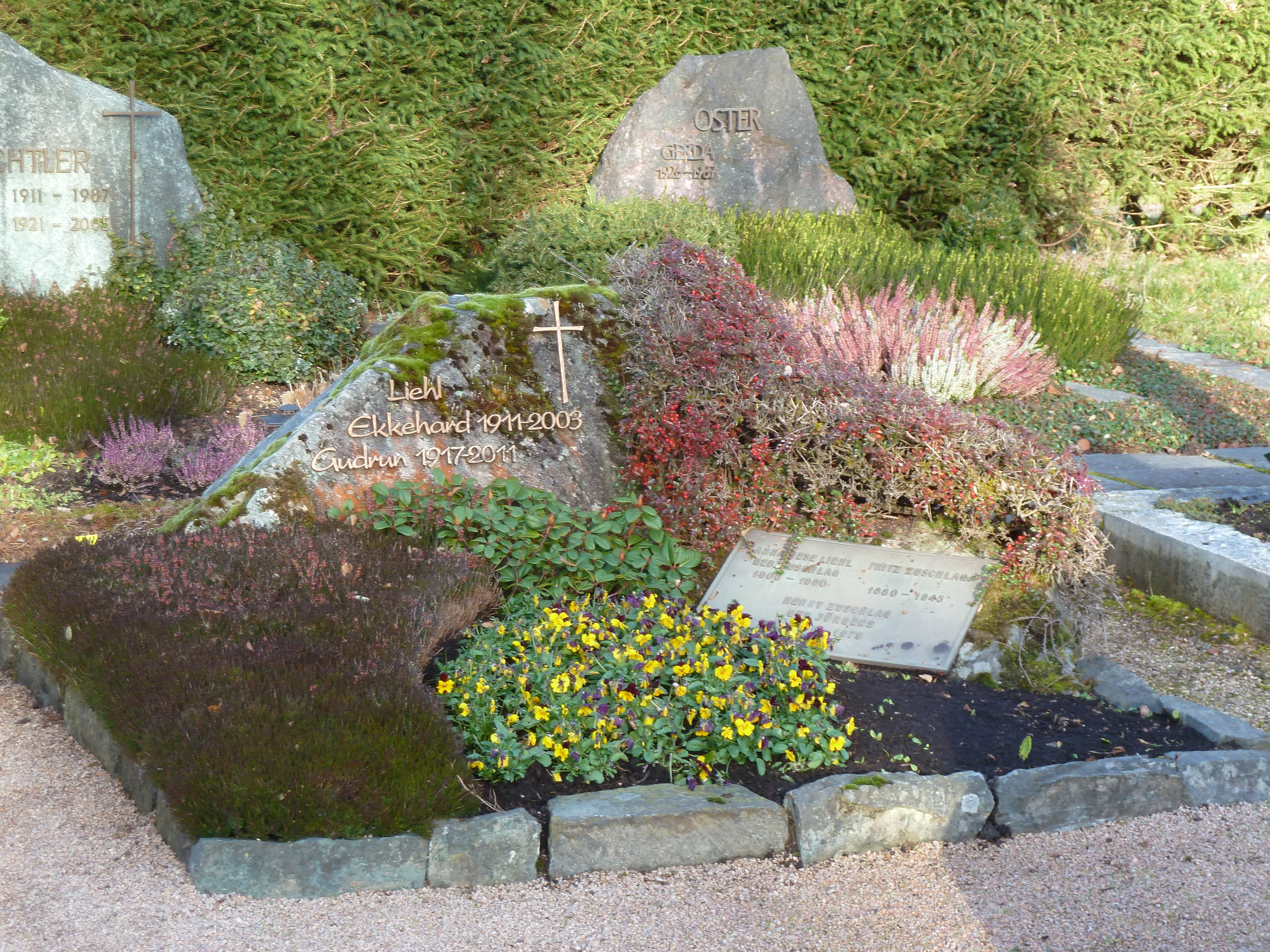
Grab von Ekkehard Liehl und seiner Gemahlin in Hinterzarten

Ekkehard Liehl (* 28. Mai 1911 in Bad Kreuznach; † 5. März 2003 in Kirchzarten) war ein deutscher Geograph und Bibliothekar.

## Leben
Ekkhard Liehl wurde am 28. Mai 1911 in Bad Kreuznach geboren und nach dem Abitur 1929 in Freiburg im Breisgau studierte Ekkehard Liehl Geographie, Geologie und Biologie in Königsberg und Freiburg, wo er 1933 bei Hans Mortensen promoviert wurde.
Anschließend trat er an der Universitätsbibliothek Freiburg in den Bibliotheksdienst ein und war dort nach der Abschlussprüfung zum höheren Bibliotheksdienst ab 1937 als Fachreferent für Geographie und Naturwissenschaften, ab 1944 als Bibliotheksrat, sowie von 1974 bis zu seiner Pensionierung 1976 als Bibliotheksdirektor tätig. Von 1952 bis 1992 war er Lehrbeauftragter für „Geographische Hilfswissenschaften“ am Geographischen Institut der Universität Freiburg, die ihn 1992 zum Honorarprofessor ernannte.
Liehl war Mitglied der Naturforschenden Gesellschaft zu Freiburg im Breisgau und wirkte seit Mitte der 1930er Jahre an der Organisation des Tauschverkehrs der Universitätsbibliothek mit. 1979 erhielt er die Verdienstmedaille des Landes Baden-Württemberg, und 1986 die Ehrenbürgerwürde seiner Heimatgemeinde Hinterzarten.
Im März 2003 verstarb er im Alter von 91 Jahren in Kirchzarten.

## Veröffentlichungen (Auswahl)
- Morphologische Untersuchungen zwischen Elz und Brigach (Mittelschwarzwald). Dissertation, Freiburg 1933, DNB 570840155.
- mit Robert Feger: Schwarzwald. Bergland am Oberrhein. Thorbecke, Lindau, Konstanz 1957, DNB 454613296.
- Gedanken und Vorschläge zur Buchpflege in den wissenschaftlichen Bibliotheken Westdeutschlands. In: Zeitschrift für Bibliothekswesen und Bibliographie. Jahrgang 6, 1959, S. 305–318.
- Hinterzarten. Gesicht und Geschichte einer Schwarzwald Landschaft. Konstanz 1969, DNB 457433434.
- Der Hohe Schwarzwald. Freiburg 1980, ISBN 978-3-7930-0250-5.
- (Hrsg.): Der Schwarzwald. Beiträge zur Landeskunde. Bühl 1981, ISBN 978-3-7826-0047-7.
- mit Arno Bogenrieder, Lothar Huck: Rund um die Freiburger Hütte. Ein naturkundlicher Wanderführer. Freiburg 1984, ISBN 978-3-921340-92-9.
- Hinterzarten. Gesicht und Geschichte einer Schwarzwald Landschaft. 3., überarb. u. erw. Auflage. Rosgarten-Verlag, Konstanz 1986, ISBN 3-87685-054-1.
- Geschichte der Hinterzartner Hofgüter. 2 Bände, Stadler, Konstanz 1997/2000, ISBN 3-7977-0394-5, ISBN 3-7977-0395-3.